# Сеара-Мирин
Сеара-Мирин (порт. Ceará-Mirim)  —  муниципалитет в Бразилии, входит в штат Риу-Гранди-ду-Норти. Составная часть мезорегиона Восток штата Риу-Гранди-ду-Норти. Входит в экономико-статистический  микрорегион Макаиба. Население составляет 70 012 человека на 2006 год. Занимает площадь 739,686 км². Плотность населения — 94,7 чел./км².

## Статистика
- Валовой внутренний продукт на 2003 год составляет 165 935 237,00 реалов (данные: Бразильский институт географии и статистики).
- Валовой внутренний продукт на душу населения на 2003 год составляет 2494,07 реалов (данные: Бразильский институт географии и статистики).
- Индекс развития человеческого потенциала на 2000 год составляет 0,646 (данные: Программа развития ООН).

## География
Климат местности: тропический дождливый.